# Avenue François-Chardigny
L’avenue François-Chardigny est une voie marseillaise en ligne droite située dans le 11e arrondissement de Marseille. 

## Situation et accès
Elle prolonge l’avenue des Peintres-Roux de la zone commerciale de la Valentine jusqu’au giratoire avec l’avenue de Saint-Menet.

## Origine du nom
La rue est baptisée en hommage au sculpteur français Barthélémy-François Chardigny.

## Bâtiments remarquables et lieux de mémoire
L’entrée principale de la brasserie de la Valentine se trouve sur sa chaussée est.